# Tulio Menófilo
Tulio Menófilo (en latín: Tullius Menophilus; f. 241) fue un senador y general del Imperio romano que lideró la defensa en el sitio de Aquileia junto con Rutilio Pudente Crispino.

## Biografía
El nombre Menófilo podría indicar que se origina en su pasado del este del imperio romano de habla griega, donde el griego era el idioma y la cultura dominantes.
No se sabe nada sobre su cursus honorum hasta el 238. A principios de 238 fue cónsul sufecto y más tarde fue elegido miembro del cuerpo de Vigintiviri rei publicae curandae, una importante comisión del Senado que asesoró a los emperadores Gordiano I y Gordiano II y organizó la defensa de Italia contra Maximino el Tracio.
En 238, el Imperio Romano fue desgarrado por la guerra civil entre los pretendientes al trono Maximino el Tracio, Balbino, Pupieno y Gordiano III. Maximino estaba en Panonia con el ejército cuando el Senado romano eligió a los emperadores Pupieno y Balbino, quienes aceptaron a Gordiano como César. Maximino luego bajó a Italia con el ejército de Panonia, pero la ciudad de Aquileia le cerró las puertas, obligándolo a sitiar; entre los defensores de la ciudad también estaba Tulio Menófilo. Enfurecidos por el asedio prolongado, los soldados de Maximino lo mataron. Menófilo y el otro comandante de la guarnición, Rutilio Pudente Crispino, iban delante del ejército de Maximino portando las efigies de Pupieno, Balbino y Gordiano coronadas de laurel; después de haber vitoreado a los emperadores solos, se volvieron y pidieron al ejército que reconociera por aclamación a los emperadores elegidos por el Senado y el pueblo de Roma.
Mientras tanto, en el Barbaricum, los godos aprovecharon el debilitamiento de las fuerzas romanas cruzando el curso inferior del Danubio y saqueando y exterminando a la población de Istrópolis, mientras que la tribu dacia de los carpi pasaba el Danubio río arriba, siempre por las fronteras de Mesia Inferior. La reacción de Pupieno y Balbino fue enviar a Menófilo a la región, quien se encargó de reforzar las defensas de la capital Marcianópolis (donde también estableció una ceca) y las vías de comunicación de la zona. En 239 ofreció a ambas tribus un tratado, más favorable a los godos, devolviendo a los cautivos y pagando un impuesto anual, que a los carpi, provocando la reacción de estos últimos y derrotándolos en batalla; quizás fue un plan predeterminado y destinado a separar las fuerzas de los bárbaros.
Tulio Menófilo fue gobernador de Moesia Inferior del 238 al 241.
Fue ejecutado en 241 durante el reinado de Gordiano III. Las razones no están registradas en las fuentes antiguas y, en ausencia de una datación más precisa, no se puede determinar si su caída en desgracia estuvo relacionada con la revuelta abortada de Sabiniano en África en 240 o con el nombramiento de Timesteo, suegro de Gordiano III, como prefecto del pretorio y la pérdida de influencia de la facción de la corte anteriormente dominante que había mirado a la madre del emperador Gordiano III. Todo lo que se puede decir con certeza sobre la caída de Menófilo es que se relaciona con las turbulentas secuelas del derrocamiento senatorial del emperador Maximino el Tracio. Su remoción provocó probablemente el levantamiento de los carpos, que habían hecho su pacto con Menófilo.